# Hemicloeina wyndham
Hemicloeina wyndham är en spindelart som beskrevs av Norman I. Platnick 2002. Hemicloeina wyndham ingår i släktet Hemicloeina och familjen Trochanteriidae.
Artens utbredningsområde är Western Australia. Inga underarter finns listade i Catalogue of Life.